# Breithorn
A Breithorn egy öt csúcsból álló hegylánc és egyúttal annak legmagasabb csúcsa (4164 m) a Pennini-Alpokban, Svájc és Olaszország határán. Utóbbi Breithorn (nyugati csúcs) (németül: Breithorn (Westgipfel)) néven is ismert. Az Alpok fő gerincének része, nagyjából félúton a Matterhorn és a Monte Rosa között, a Theodul-hágótól keletre. A legközelebbi települések Zermatt és Saint-Jacques (Ayas településrésze).
Az Alpok legkönnyebben megmászható négyezres csúcsának tartják, mivel a kis-matterhorni (Klein Matterhorn) drótkötélpályás felvonóval Zermattból 3820 m-es magasságig fel lehet jutni. A normál útvonal dél felől, az olasz oldalról vezet fel a hegyre, és egy gleccserplatón át vezet, mielőtt egy 35 fokos havas emelkedőn elérné a csúcsot. Tapasztalatlan mászóknak ugyanakkor súlyos nehézséget jelenthet a rossz időjárás.

## Fordítás
- Ez a szócikk részben vagy egészben a Breithorn című angol Wikipédia-szócikk ezen változatának fordításán alapul.  Az eredeti cikk szerkesztőit annak laptörténete sorolja fel. Ez a jelzés csupán a megfogalmazás eredetét és a szerzői jogokat jelzi, nem szolgál a cikkben szereplő információk forrásmegjelöléseként.